# 愛沙尼亞戲劇院

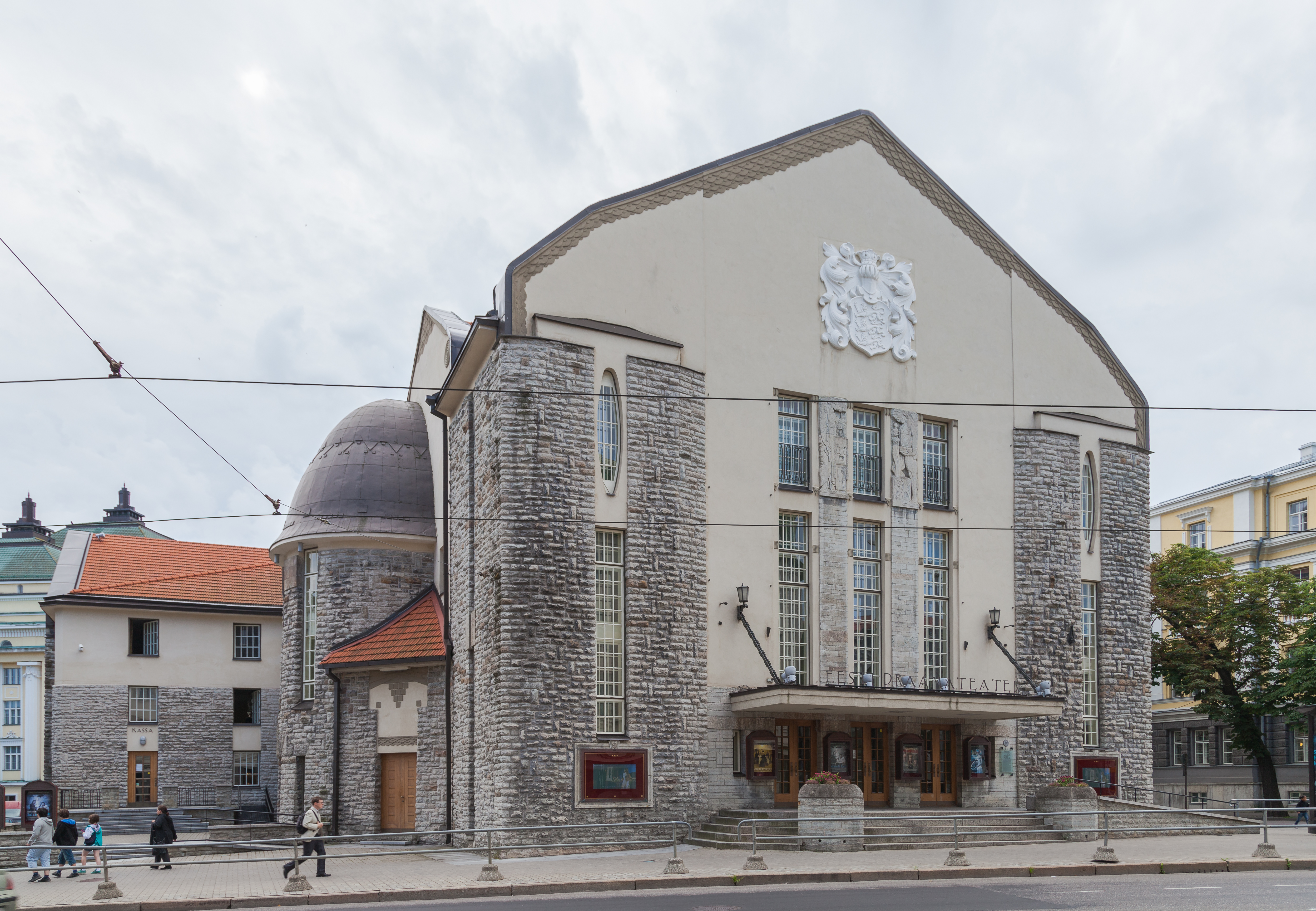
愛沙尼亞戲劇院

愛沙尼亞戲劇院是愛沙尼亞首都塔林的一家劇院，也是愛沙尼亞的國家劇院。愛沙尼亞戲劇院的建築始建於1910年，由聖彼得堡的建築家Nikolai Vassilyev和Aleksei Bubyr設計，是一座新藝術運動風格建築。

## 外部連結
- Official website
- 维基共享资源上的相關多媒體資源：愛沙尼亞戲劇院

59°26′05″N 24°44′56″E / 59.4347°N 24.7489°E